# Barbershop
|  | Per a altres significats, vegeu «Barbershop (pel·lícula)». |

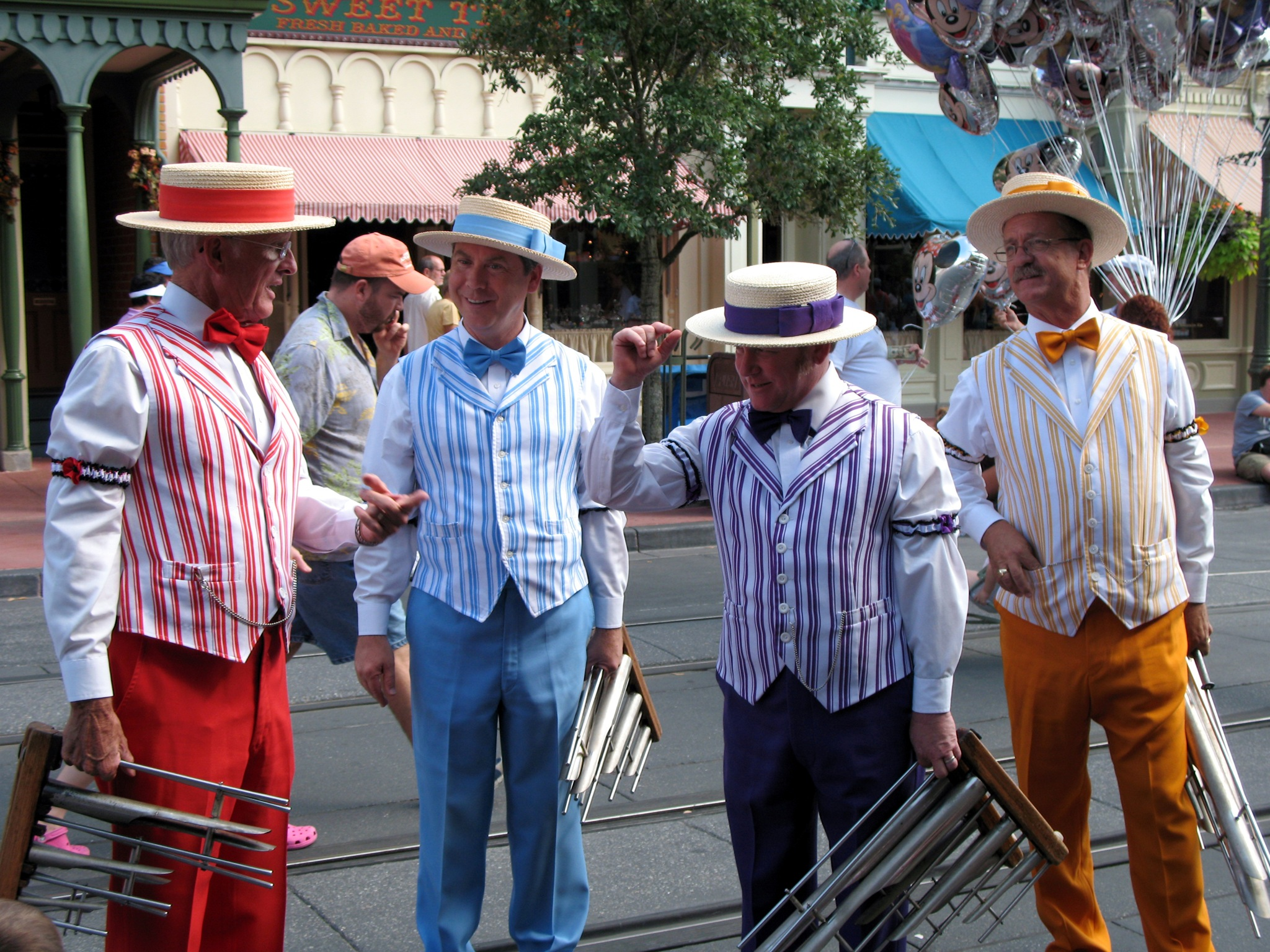
Els Dapper Dans, un quartet de barbershop a Disneyland

Barbershop és un repertori de cançons polifòniques, normalment a quatre veus- a cappella, que van ser molt populars als Estats Units durant els anys 1940. El seu nom prové del fet que eren precisament les barberies els llocs on grups d'homes es reunien per cantar aquestes cançons. Normalment tenen una textura musical molt homofònica. Aquest repertori va configurar, a la vegada, un estil propi de música vocal a cappella, aproximadament des de la dècada de 1940. Habitualment les veus es caracteritzen com a tenor primer, tenor segon, baríton i baix; la melodia recau, normalment, en el tenor primer o en el baríton. Ocasionalment, alguns passatges breus poden ser cantats per només algunes de les veus.
En la darrera meitat del segle xix, les barberies es feien servir sovint com a centre social, sent el lloc de trobada de molts homes de l'època. Els quartets de Barbershop eren formades bàsicament per afroamericans a les barberies, els quals feien harmonies mentre esperaven el seu torn. Més endavant, els cantants de minstrel van adoptar-ne l'estil. Històricament els quartets van vestits amb colors llampants.